# Magazyn Amiga
Az Magazyn Amiga (röviden: MA) egy amigákkal foglalkozó lengyel számítástechnikai magazin volt. Ez volt a legnagyobb lengyel havilap, amely Amiga számítógépekkel foglalkozott. A főszerkesztő, majd 1997-től a folyóirat kiadója Marek Pampuch volt. A havonta megjelenő újságot 1992-től 1997-ig a Lupus, majd 1997-től a megszűnéséig az MMM kiadó adta ki.
A Lupus kiadó vegyesvállalati kapcsolatban volt a német Markt&Technik céggel, mely 1985-től adta ki a Németországban népszerű Amiga-Magazint. Licenc-szerződést kötöttek ennek a formátumnak a lengyelországi kiadására, így az Magazyn Amigának hasonló elrendezése és kinézete lett, mint a német újságé. A tördelési és nyomdai előkészítési munka Micrografx Picture Publisherrel történt.
1993 végére az MA példányszáma meghaladta az 50 000-et és az a lap hozta a legnagyobb bevételt a Lupus Kiadónál.
Összesen 83 száma jelent meg, 1997 szeptemberétől pedig a példányszám egy része CD-n jelent meg, melyet kezdetben negyedévente, majd az 1998. májusi számtól kezdődően kéthavonta adták hozzá.